# Septum primum

Corazón primitivo durante la formación de sus cavidades.

El septum primum es un tabique del primitivo corazón fetal que aparece al final de la cuarta semana del desarrollo embrionario con la finalidad de subdividir la cavidad de la aurícula primitiva en una mitad derecha e izquierda. A medida que va creciendo el tabique hacia abajo, la brecha inferior se vuelve cada vez más pequeña, es decir, justo antes de fusionarse con la cojinete endocárdico, denominándose primum ostium (es decir, "la primera apertura"). El septum primum continúa su crecimiento y finalmente se fusiona con la almohadilla endocárdica, cerrando el primum ostium por completo. Mientras tanto, aparecen perforaciones en la parte superior del septum primum, que forman el ostium secundum, es decir, la «segunda apertura». En última instancia, esta «segunda apertura» formará parte del foramen ovale.
El septum primum se forma aproximadamente en el día 28 del desarrollo embrionario y para el día 33, justo antes de fusionarse con la almohadilla endocárdica aparece las perforaciones del ostium secundum. Para el mismo día 33 aparece la más gruesa musculatura que forma el septum secundum.